# Carlo Rubbia
Carlo Rubbia, född i Gorizia 31 mars 1934, italiensk nobelpristagare i fysik 1984. Han delade på priset med Simon van der Meer med motiveringen "för deras avgörande insatser i det stora projekt, som lett till upptäckten av fältpartiklarna W och Z, förmedlare av svag växelverkan".

## Aktuella aktiviteter
Rubbias forskningsverksamhet är numera inriktad på problemen kring framtidens energiförsörjning, med särskilt fokus på utveckling av ny teknik för förnybara energikällor. Redan 1995 föreslog han en ny typ av kärnreaktor som han kallade ”energiförstärkare”, därför att den samtidigt som den gör av med    radioaktivt avfall kan utnyttja torium som bränsle och alstra överskottsenergi under mycket säkra förhållanden. Anordningen är en typ av acceleratordrivna system och betraktas tidsmässigt som en fjärde generationens reaktor. Under hans tid som ordförande för  ENEA (1999–2005) tog han fram en ny metod för att koncentrera solenergi vid höga temperaturer för energiproduktion, känd som Arkimedes projekt, vilken nu håller på att utvecklas av industrin för kommersiellt bruk. 
Carlo Rubbia är för närvarande[när?] högste vetenskapliga rådgivare åt CIEMAT (Spanien) och rådgivare åt Italiens minister för miljö, land och hav. Rubbia är en av medlemmarna i den rådgivande högnivå-gruppen om klimatförändring som inrättades av EU:s ordförande José Manuel Barroso 2007.

## Utmärkelser
Asteroiden 8398 Rubbia är uppkallad efter honom.